# Reportage (tidskrift)
Reportage var en svensk nyhetstidskrift utgiven av Bonniers tidskrifter, som utkom under några månader 1980. Tidningen initierades av Erik Westerberg och Bertil Torekull. Chefredaktör var Magnus Lind.
Trots att tidningens koncept var baserat på ingående marknadsundersökningar och lanseringen stöddes av massiv marknadsföring blev projektet ett av Bonnierkoncernens största och dyrbaraste fiaskon.